# LRS-Zentrum
Das LRS-Zentrum ist eine gemeinnützige Einrichtung, die Hilfe bei Lese- und Rechtschreib-Schwierigkeiten für Kinder, Jugendliche und Erwachsene sowie Eltern und Lehrende anbietet. Die Hilfeleistungen werden angeboten in Form von individuellen Lernberatungen, detaillierten Lernstandsdiagnosen sowie lernzielorientierten Fördertherapien.

## Geschichte
Die Organisation wurde 1989 unter dem Namen Beratungsstelle für Lese-Rechtschreib-Schwäche/Legasthenie als Arbeitsgruppe der sprachwissenschaftlichen Abteilung des Germanistischen Instituts der RWTH Aachen gegründet. Aus ihrer praxisorientierten wissenschaftlichen Tätigkeit erwuchsen seitdem zahlreiche Fachpublikation zur Schrifttheorie sowie zur Diagnostik und Förderung bei Problemen des Schrifterwerbs, die in der Fachwelt wohlwollende Aufmerksamkeit fanden.
Vom 20. bis 23. September 1990 veranstalteten die Gründungsväter der Beratungsstelle an der RWTH Aachen in Kooperation mit dem Bundesverband Legasthenie und Dyskalkulie und der European Dyslexia Association den Ersten Europäischen Legasthenie-Kongress. An der Tagung, die den Stand der internationalen Legasthenie-Forschung aus Sicht unterschiedlicher wissenschaftlicher Fachdisziplinen zu beleuchten versuchte, nahmen rund 1000 Wissenschaftler sowie Lehrende und betroffene Eltern aus 14 west- und osteuropäischen Ländern teil.
Eine über die Landesgrenzen hinausreichende Aufmerksamkeit in der Öffentlichkeit erzielte die praxisorientierte wissenschaftliche Tätigkeit des LRS-Zentrums außerdem durch eine Reihe von überregionalen Beiträgen in Presse, Funk und Fernsehen.
Seit ihrer Aufnahme in das Vereinsregister des Amtsgerichts Aachen im Jahr 1994 operiert die Beratungsstelle als eigenständiger Verein. Da die Arbeit des Vereins ausschließlich und unmittelbar steuerbegünstigten gemeinnützigen Zwecken dient, ist der Verein vom Finanzamt Aachen-Stadt von der Körperschaftssteuer freigestellt und seit 1995 vom Jugendamt der Stadt Aachen offiziell als Träger der freien Jugendhilfe anerkannt.

## Aktionsradius
Zur Wahrnehmung seiner satzungsgemäßen Aufgaben unterhält das LRS-Zentrum eine Hotline zur kostenlosen telefonischen Beratung von Ratsuchenden aus dem In- und Ausland sowie eine Reihe von Kooperationen mit allgemeinbildenden Schulen und Kultusbehörden im Dreiländereck Deutschland – Niederlande – Belgien sowie lerntherapeutischen Einrichtungen im gesamten Bundesgebiet. Die lerntherapeutischen Dienstleistungen werden in zahlreichen Außenstellen vom Nordrand der Kölner Bucht bis hin zur Nordeifel angeboten.
Für Ratsuchende außerhalb der Städteregion im Dreiländereck wird auf der Website des LRS-Zentrums seit 2010 unter dem Titel Kommissar Ix außerdem ein Diagnoseverfahren zur Verfügung gestellt, das Eltern und Lehrenden die Möglichkeit bietet, die Rechtschreibfähigkeiten von Lernenden online überprüfen zu lassen.

## Lerntherapeutische Methode
Zur Behandlung der diagnostizierten Störung bei der Verarbeitung von Schriftsprache wird ein symptomorientierter Ansatz verfolgt, der direkt an den beim Lesen und Schreiben beteiligten Prozessen ansetzt. Im Verlauf der Fördertherapie werden deshalb zunächst schriftsprachliche Strukturen transparent gemacht und anschließend die Besonderheiten des Schriftsystems Schritt für Schritt eingeübt. Der verfolgte lerntherapeutische Ansatz steht in Einklang mit der von der Deutschen Gesellschaft für Kinder und Jugendpsychiatrie, Psychosomatik und Psychotherapie e.V. (DGKJP) herausgegebenen sogenannten S3-Leitlinie.

### Diagnostik der Lese- und Rechtschreibfähigkeiten
Vor Beginn einer Fördermaßnahme wird der aktuelle Lernstand auf der Grundlage von anerkannten standardisierten und normierten Leistungstests analysiert (vgl. Herné & Löffler 2017). Weicht das erzielte Testergebnis mehr als eine Standardabweichung vom Gruppenmittelwert ab, wird die Leistung als kritisch und damit als förderbedürftig eingestuft.
Im Bereich der Rechtschreibung werden die fehlerhaften Verschriftungen der Items des durchgeführten Tests zusätzlich einer qualitativen Analyse unterzogen. Die Grundlage hierfür bildet die Aachener Förderdiagnostische Rechtschreibfehler-Analyse (AFRA) von Herné & Naumann (2016). Sie gewährleistet, dass in der Förderung genau diejenigen Teilbereiche des Schriftsystems thematisiert werden, die Lernenden noch Schwierigkeiten bereiten.
In regelmäßigen Abständen wird der aktuelle Lernstand erneut überprüft, um zu kontrollieren, ob die gesteckten Teilziele der Förderung inzwischen erreicht wurden bzw. in welchen Teilbereichen weiterhin lerntherapeutischer Handlungsbedarf besteht.

### Erfolgskontrollierte Fördertherapie
Aus den durchgeführten Lernstandsanalysen werden individuelle Therapiepläne abgeleitet, die passgenaue Förderungen der Lese- und/oder Rechtschreibfähigkeiten von Kindern, Jugendlichen und Erwachsenen ermöglichen (vgl. Herné & Löffler 2017).
Entsprechend den Ergebnissen der Förderdiagnostik werden zunächst die unter schriftsprachsystematischen Gesichtspunkten grundlegenden Bereiche in der Fördertherapie erarbeitet. Die Bearbeitung von Strukturbereichen mit hoher schriftsprachlicher Relevanz haben dabei Vorrang vor der Bearbeitung eher seltener Einzelphänomene (wie z. B. <ai>, <chs>, <qu>).
Sofern Lernende bereits auf der phonologischen Ebene des Schriftsystems Schwierigkeiten erkennen lassen, werden die Übungen zur Festigung der grundlegenden Phonem-Graphem-Korrespondenzen zunächst auf so genannte lauttreue Schreibungen beschränkt. Zentraler Bestandteil der Erarbeitung des Lautprinzips sind Übungen zur auditiven Sprachwahrnehmung, zur Aussprache-Rhythmik und zur Artikulationskontrolle. Erst wenn dieser fundamentale Bereich der Schriftsprache gesichert ist, werden die verschiedenen Abweichungen vom Lautprinzip (wie z. B. <v> für /f/, <ah> für /a:/ etc.) erarbeitet.
Die Maßnahmen werden überwiegend in alters- und leistungshomogenen Kleingruppen mit max. 4 Teilnehmern pro lerntherapeutischer Fachkraft oder als Einzeltherapien durchgeführt.